# Psilopogon annamensis
Psilopogon annamensis — вид дятлоподібних птахів родини бородастикових (Megalaimidae). Раніше вважався підвидом бородастика чорнобрового (Psilopogon oorti).

## Поширення
Вид поширений в Камбоджі, на півдні В'єтнаму та південному сході Лаосу. Населяє субтропічні або тропічні вологі низинні ліси та субтропічні або тропічні вологі гірські ліси.